# برانكو أوكيتش
برانكو أوكيتش مواليد 16 فبراير 1969 في يوغوسلافيا، هو لاعب كرة قدم بوسني سابق كان يلعب كلاعب وسط.

## المسيرة الاحترافية

### أندية لعب لها
- نادي ساراييفو
- نادي آلن
- نادي هايدنهايم
- نادي آلن

## روابط خارجية
- برانكو أوكيتش على موقع قاعدة بيانات كرة القدم.إي يو (الإنجليزية)
- برانكو أوكيتش على موقع بيانات كرة القدم. دي إي (الألمانية)
- برانكو أوكيتش على موقع عالم كرة القدم.نت (الإنجليزية)